# Čistá hodnota aktiv
Čistá hodnota aktiv (NAV) je ukazatel představující rozdíl mezi přeceněnými aktivy a přeceněnými pasivy. Tento ukazatel je uváděn v souvislosti s otevřenými podílovými fondy, hedge fondy a fondy rizikového kapitálu. Akcie takových fondů jsou totiž obvykle nakupovány a zpětně odkupovány právě za jejich čistou hodnotu aktiv. Čistá hodnota aktiv je u těchto fondů také klíčovým ukazatelem při výpočtu hodnoty podkladových investic v těchto fondech. Čistá hodnota aktiv může představovat hodnotu celkového vlastního kapitálu, nebo může být rozdělena počtem vydaných akcií držených investory, čímž představuje čistou hodnotu aktiv na akcii.